# Psammoecus incommodus
Psammoecus incommodus là một loài bọ cánh cứng trong họ Silvanidae. Loài này được Walker miêu tả khoa học năm 1859.